# Ciudad Jardín (estación Transmilenio)
La estación sencilla Ciudad Jardín - Universidad Antonio Nariño forma parte del sistema de transporte masivo de Bogotá, TransMilenio, inaugurado en el año 2000.

## Ubicación
Está ubicada en el suroriente sobre la Avenida Fernando Mazuera entre la Avenida Fucha y la calle 13 Sur. Se accede a ella por medio de un cruce semaforizado ubicado sobre la Av. Fucha.
Atiende la demanda de los barrios Ciudad Jardín Sur, Caracas, Sociego, Nariño Sur, Quinta Ramos, Ciudad Berna y sus alrededores.
En sus cercanías están el supermercado Olímpica Quinta Ramos, el CAI Ciudad Berna, el Colegio Nuestra Señora del Pilar y el Parque Ciudad Jardín.

## Origen del nombre
La estación recibe su nombre de uno de los barrios ubicados al costado occidental. La estación únicamente se llamó «Ciudad Jardín» hasta el 2017, sin embargo, en el marco del plan que tiene la empresa TransMilenio para buscar aliados comerciales, al nombre de la estación se le añadió el texto «Universidad Antonio Nariño».

## Historia
Esta estación hace parte de la Fase III de TransMilenio que empezó a construirse a finales de 2009 y, después de varias demoras relacionadas con casos de corrupción, fue entregada a mediados de 2012.
Durante el Paro nacional de 2019, la estación sufrió diversos ataques que afectaron de forma considerable las puertas de vidrio y demás infraestructura de la estación, razón por la cual no estuvo operativa por algunos días luego de lo ocurrido.

## Servicios de la estación

### Servicios troncales
| Tipo                                | Rutas al Occidente | Rutas al Norte | Rutas al Sur |
| ----------------------------------- | ------------------ | -------------- | ------------ |
| Ruta fácil                          |                    | 2              | 2            |
| Expresos lunes a sábado todo el día | K10                |                | L10          |

### Esquema
| ← Norte      |         |         |
| Calle 11 Sur | 2       | K10     |
|              | Vagón 2 | Vagón 1 |
| Calle 11 Sur | 2       | L10     |
| Sur →        |         |         |

### Servicios urbanos
Así mismo funcionan las siguientes rutas urbanas del SITP en los costados externos a la estación, circulando por los carriles de tráfico mixto sobre la Carrera Décima, con posibilidad de trasbordo usando la tarjeta TuLlave:
| Código | Sector           | Dirección         | Rutas                                        |
| ------ | ---------------- | ----------------- | -------------------------------------------- |
| 529A13 | L Br. Nariño Sur | AK 10 - CL 13 Sur | A600A618A702A706A725A809A815B907C131 T12 T25 |
| 449A12 | L Br. Luna Park  | AK 10 - CL 11 Sur | H131H600H618H702H706H725H907L809L815 T12 T25 |

## Ubicación geográfica
| Noroeste: Antonio Nariño | Norte: L Policarpa             | Nordeste: San Cristóbal |
| Oeste: H Fucha           |                                | Este: San Cristóbal     |
| Suroeste: Antonio Nariño | Sur: L Avenida Primero de Mayo | Sureste: San Cristóbal  |